# Passo di Loibl
Il passo di Loibl (1.367 m s.l.m.; in tedesco Loiblpass, in sloveno prelaz Ljubelj) è un passo alpino che collega l'Austria a nord con la Slovenia a sud. Posto nelle Caravanche Occidentali, è caratterizzato dalla presenza di una galleria costruita dai prigionieri del campo di concentramento di Mauthausen.

## Caratteristiche e storia
Un elemento importante del traffico del passo è la galleria di Loibl, Loibltunnel. La prima galleria venne scavata nel 1560, era lunga 150 metri e per quei tempi era di notevole lunghezza, ma venne abbandonata per mancanza di sicurezza. Già nel XVII secolo vi erano i piani per costruire una nuova galleria in prossimità di quella attuale, che avrebbe significato un enorme sollievo per la traversata. Tuttavia il progetto non si realizzò a causa degli alti costi di costruzione. Il vecchio tunnel venne rimosso e sostituito da uno di 4 metri di larghezza e 130 metri di lunghezza. Due obelischi vennero posti sul passo per commemorare il completamento dei lavori di costruzione sotto l'imperatore Carlo VI.
Agli inizi dell'Ottocento l'ingegnere Carlo Donegani fu incaricato di un progetto per il collegamento tra Carinzia e Carniola attraverso il passo di Loibl.
Nel settembre 1942 Friedrich Rainer, il Gauleiter della Carinzia, iniziò la costruzione di un nuovo valico, il cui fulcro doveva essere una nuova galleria lunga 1.570 metri a 1068 metri sul livello del mare sotto il crinale. Con l'organizzazione delle SS concluse un contratto con l'"Universale ingegneria civile AG", che impegnava se stesso e le SS per la fornitura di manodopera dai campi di concentramento. Dal marzo 1943 1652 prigionieri di guerra e dei campi di concentramento lavorarono in condizioni disumane al nuovo tunnel.
Tale tunnel fu chiuso nel 1947 ma riaperto nel 1950 ed allargato a due corsie nel 1966. Dal 1991 è in funzione un'altra galleria, il traforo delle Caravanche, lunga 7864 metri che collega Villaco con Lubiana.
Percorrendo la strada statale che dalla Slovenia conduce in Austria, poco prima del confine, sulla sinistra, appaiono i resti del campo di lavoro che era stato eretto in prossimità del tunnel, come campo secondario. I prigionieri che lavoravano agli scavi, in caso di malattia o inabilità al lavoro, venivano ricondotti a Mauthausen dove si procedeva alla loro esecuzione.
Nel luogo adesso sorge un monumento in ferro a ricordo di tutti coloro che, in quella circostanza, persero la vita.